# John Trimble
John Trimble (* 7. Februar 1812 im Roane County, Tennessee; † 23. Februar 1884 in Nashville, Tennessee) war ein US-amerikanischer Politiker. Zwischen 1867 und 1869 vertrat er den Bundesstaat Tennessee im US-Repräsentantenhaus.

## Werdegang
John Trimble erhielt eine private Schulausbildung. Danach studierte er an der University of Nashville. Nach einem anschließenden Jurastudium und seiner Zulassung als Rechtsanwalt begann er in Nashville in seinem neuen Beruf zu arbeiten. Gleichzeitig schlug er eine politische Laufbahn ein. Von 1836 bis 1842 amtierte er als Attorney General von Tennessee. In den Jahren 1843 und 1844 war er Abgeordneter im Repräsentantenhaus von Tennessee; danach saß er von 1845 bis 1846 sowie von 1859 bis 1861 im Staatssenat. Dieses Mandat legte er nieder, als sich Tennessee der Sezession anschloss. John Trimble war loyal zur Union und war zwischen 1862 und 1864 Bundesstaatsanwalt in dem Teil von Tennessee, der von Unionstruppen kontrolliert wurde. Zwischen 1865 und 1867 gehörte er als Republikaner nochmals dem Staatssenat an.
Bei den Kongresswahlen des Jahres 1866 wurde Trimble im fünften Wahlbezirk von Tennessee in das US-Repräsentantenhaus in Washington, D.C. gewählt, wo er am 4. März 1867 die Nachfolge von William B. Campbell antrat. Bis zum 3. März 1869 konnte er eine Legislaturperiode im Kongress absolvieren. Diese war von den Spannungen zwischen seiner Partei und Präsident Andrew Johnson geprägt. Dieser Konflikt gipfelte in einem nur knapp gescheiterten Amtsenthebungsverfahren gegen den Präsidenten. Nach seinem Ausscheiden aus dem US-Repräsentantenhaus zog sich John Trimble aus der Politik zurück. Er starb am 23. Februar 1884 in Nashville.